# Oswego County
Oswego County ist ein County im Bundesstaat New York der Vereinigten Staaten. Bei der Volkszählung im Jahr 2020 hatte Oswego County 117.525 Einwohner und eine Bevölkerungsdichte von 47,7 Einwohnern pro Quadratkilometer. Das County hat zwei Verwaltungssitze (County Seats); diese sind Oswego und Pulaski.

## Geographie
Oswego County liegt am Südufer des Ontariosees, in dem auch die Grenze zwischen den USA und Kanada verläuft. Die Form des Geländes ist geprägt von eiszeitlichen Einflüssen und ist weitgehend eben und nur von geringen Anhöhen durchzogen. Wichtige Flüsse sind der Oswego River, der dem Oneida Lake entspringt, seit dem Jahr 1828 schiffbar ist und durch den Eriekanal mit dem Mohawk River verbunden ist, sowie der Salmon River im Norden des County. Das Land wird von einer großen Zahl weiterer kleiner Wasserläufe durchzogen. Das County wird vorwiegend land- und forstwirtschaftlich genutzt und hat eine Fläche von 3.396,8 Quadratkilometern, wovon 933,1 Quadratkilometer Wasserfläche sind, die in erster Linie zum Ontariosee gehört.

## Geschichte

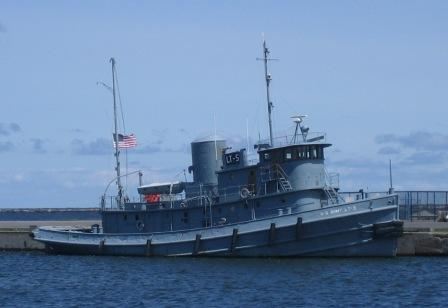
Die Nash (2009)

Oswego County wurde 1816 als 48. County des Bundesstaates New York gegründet. Zwei Orte haben den Status einer National Historic Landmark, der New York State Barge Canal und der Schlepper aus dem Zweiten Weltkrieg Nash. 89 Bauwerke und Stätten des Countys sind insgesamt im National Register of Historic Places eingetragen (Stand 20. Februar 2018).

### Umliegende Gebiete
| Ontariosee    | Jefferson County | Lewis County   |
| Ontariosee    |                  | Oneida County  |
| Cayuga County | Onondaga County  | Madison County |

### Einwohnerentwicklung
| Jahr      | 1800    | 1810    | 1820    | 1830   | 1840   | 1850   | 1860   | 1870    | 1880    | 1890    |
| --------- | ------- | ------- | ------- | ------ | ------ | ------ | ------ | ------- | ------- | ------- |
| Einwohner | –       | –       | 12.374  | 27.119 | 43.619 | 62.198 | 75.958 | 77.941  | 77.911  | 71.883  |
| Jahr      | 1900    | 1910    | 1920    | 1930   | 1940   | 1950   | 1960   | 1970    | 1980    | 1990    |
| Einwohner | 70.881  | 71.664  | 71.045  | 69.645 | 71.275 | 77.181 | 86.118 | 100.897 | 113.901 | 121.771 |
| Jahr      | 2000    | 2010    | 2020    | 2030   | 2040   | 2050   | 2060   | 2070    | 2080    | 2090    |
| Einwohner | 122.377 | 122.109 | 117.525 |        |        |        |        |         |         |         |

## Städte und Ortschaften
Zusätzlich zu den unten angeführten selbständigen Gemeinden gibt es im Oswego County mehrere villages.
| Ortschaft    | Status | Einwohner (2010) | Gesamte Fläche [km²] | Landfläche [km²]! | Bevölkerungsdichte [Einwohner / km²] | Gründung      | Besonderheit                                                                     |
| ------------ | ------ | ---------------- | -------------------- | ----------------- | ------------------------------------ | ------------- | -------------------------------------------------------------------------------- |
| Albion       | town   | 2.073            | 123,8                | 122,4             | 16,9                                 | 24. März 1825 |                                                                                  |
| Amboy        | town   | 1.263            | 97,7                 | 95,9              | 13,2                                 | 25. März 1830 |                                                                                  |
| Boylston     | town   | 549              | 101,4                | 101,4             | 5,4                                  | 7. Feb. 1828  |                                                                                  |
| Constantia   | town   | 4.973            | 258,1                | 147,0             | 33,8                                 | 8. Apr. 1808  |                                                                                  |
| Fulton       | city   | 11.896           | 12,3                 | 9,7               | 1.226,4                              | 29. Apr. 1835 | gegründet als village                                                            |
| Granby       | town   | 6.821            | 120,2                | 115,8             | 58,9                                 | 20. Apr. 1818 |                                                                                  |
| Hannibal     | town   | 4.854            | 116,0                | 115,6             | 42,0                                 | 28. Feb. 1806 |                                                                                  |
| Hastings     | town   | 9.450            | 119,0                | 118,2             | 79,9                                 | 20. Apr. 1825 |                                                                                  |
| Mexico       | town   | 5.197            | 121,6                | 119,8             | 43,4                                 | 10. Apr. 1792 |                                                                                  |
| Minetto      | town   | 1.659            | 15,6                 | 14,9              | 11,3                                 |               | Laut Fußnote im Census 1920 zwischen 1910 und 1920 aus Oswego Town ausgegliedert |
| New Haven    | town   | 2.856            | 86,5                 | 80,5              | 35,5                                 | 2. Apr. 1812  |                                                                                  |
| Orwell       | town   | 1.167            | 106,8                | 102,5             | 11,4                                 | 28. Feb. 1817 |                                                                                  |
| Oswego       | city   | 18.142           | 29,1                 | 19,7              | 920,9                                | 14. März 1828 | als village gegründet; zur City ernannt am 24. März 1848                         |
| Oswego Town  | town   | 7.984            | 76,0                 | 70,8              | 112,8                                | 20. Apr. 1818 |                                                                                  |
| Palermo      | town   | 3.664            | 105,5                | 104,8             | 35,0                                 | 4. Apr. 1832  |                                                                                  |
| Parish       | town   | 2.558            | 108,6                | 108,0             | 23,7                                 | 20. März 1828 |                                                                                  |
| Redfield     | town   | 550              | 241,9                | 232,8             | 2,4                                  | 14. März 1800 |                                                                                  |
| Richland     | town   | 5.718            | 155,5                | 148,2             | 38,6                                 | 20. Feb. 1807 |                                                                                  |
| Sandy Creek  | town   | 3.939            | 120,2                | 109,5             | 36,0                                 | 24. März 1825 |                                                                                  |
| Schroeppel   | town   | 8.501            | 111,8                | 109,3             | 77,8                                 | 4. Apr. 1832  |                                                                                  |
| Scriba       | town   | 6.840            | 113,7                | 105,0             | 65,1                                 | 5. Apr. 1811  |                                                                                  |
| Volney       | town   | 5.926            | 127,3                | 124,9             | 47,4                                 | 21. März 1806 | gegründet unter dem Namen Fredericksburgh                                        |
| West Monroe  | town   | 4.252            | 99,9                 | 87,4              | 48,6                                 | 21. März 1839 |                                                                                  |
| Williamstown | town   | 1.277            | 101,4                | 100,1             | 12,8                                 | 24. März 1804 |                                                                                  |